# Спрут (телесеріал)
«Спрут» (італ. La Piovra) — італійський телесеріал режисера Даміано Даміані, про організовану злочинність на Сицилії з Мікеле Плачидо, Бруно Кремером, Патрицією Мілларде, Ремо Джироне, Франсуа Пер'є та Вітторіо Медзоджорно в головних ролях.
Вперше на DVD серіал з'явився в Австралії з 4 сезонами підряд.

## Сюжет
Перший сезон починається з того, що в сицилійському місті Трапані вбивають начальника кримінального відділу місцевої поліції Августо Морінео. Схоже, за вбивством стоїть мафія. В цей же день стає відомо ще про одну смерть — наклала на себе руки маркіза Печчі Шалойя. На місце вбитого комісара призначають римського поліцейського Коррадо Каттані. Він переїздить до Сицилії разом з дружиною Ельзою та 12-річною донькою Паолою. Приїхавши на місце, новий комісар одразу береться до справ зі своїм колегою Лео де Марією. Коррадо знайомиться із донькою небіжчиці наркоманкою Тіті. Згодом полісмени натрапляють на прихований зв'язок між самогубством маркізи та вбивством комісара. Лео де Марія здобуває цінну інформацію у брата своєї нареченої, який сидить у в'язниці. Лео спішить поділитись здобутою інформацією з комісаром Каттані, але у кафе його вбиває кіллер.
Розслідуючи вбивство де Марії, Каттані виявляє, що високопоставлені чиновники в місті пов'язані з наркомафією: адвокат Терразіні відкрито захищає мафіозі; рахунки більшої половини операцій в банку Альфредо Рованузи використовуються для відмивання наркодоходів. Комісар також з'ясував, що Морінео і маркіза були вбиті Санте Чирінною. Каттані, заручившись (як він вважав) підтримкою свого покровителя з Риму Себастьяно Канніто, починає проводити арешти мафіозі і рахунків підозрілих фірм. Місцеве телебачення розгортає компанію по критиці діяльності поліції. Мафія викрадає дочку Каттані і вимагає від комісара припинити свою діяльність.
Каттані змушений виконати поставлені умови, скасувавши ордери про арешт вантажівок з наркотиками. Одночасно кілька брехунів мафії заявили, що Чирінна не намагався вбити Каттані, а був оббріханий останнім. Мафія повертає Коррадо дочку, яка була зґвалтована. Каттані через Терразіні вимагає видати ґвалтувальника. Вийшовши з в'язниці, Чирінна приносить Тіті героїн. Та стрибає з вікна. Потім він привозить коміссару в багажнику автомобіля труп вже задушеного ґвалтівника. Злочинець намагається розправитись і з Катанні, але той вдруге заарештовує його. За наказом Терразіні Чирінну вбивають у в'язниці.
В другому сезоні колишній комісар Коррадо Марія Каттані знаходиться зі сім'єю в Швейцарії, де Паола лікується в психіатричній кініці. Його ніщо не цікавить, крім здоров'я дочки.
На Сицилії суддя Акілле Бердонаро та комісар Джузеппе Альтеро відновили справу, яку Каттані залишив через шантаж, пов'язаний з викраденням Паоли. Альтеро передав результати допиту Рованузи Бердонаро. Після цього суддя поїхав до Швейцарії розповісти про все Каттані, але був розстріляний мафією. Одночасно на Сицилії підірвали машину Альтеро.
Каттані вимушений знову повернутися до роботи, але тут трагедія… Паола спробувала втекти з клініки і випадково потрапила під колеса автомобіля. Після Служби Божої Ельза звинуватила Коррадо в смерті доньки і забирає її прах зі собою в Париж.
Прагнучи помститися за дочку, Каттані, використовуючи роман з графинею Ольгою Камастро, пробирається в мафіозні кола та починає поступово знищувати мафію всередині. У нього знайшлися і прихильники, але всі вони гинуть від рук мафії один за одним. Хоча комісару все-таки вдається залучити босів мафії до відповіді, але всі вони (згідно з 3 сезоном) отримали невеликі терміни.
Після всіх цих трагічних подій Каттані знову зустрів у кафе свою жінку. Вона сказала йому, що вибачає йому всі свої і його поилки, і що він зовсім не винен у смерті Паоли. На виході з кафе на подружжя скоїли замах. Найманці відкривають по них вогонь, Ельза намагається закрити собою чоловіка, той не дає їй цього зробити. Коррадо отримає легку рану в плече, але Ельза отримає важкі поранення і помре на руках комісара…
В третьому сезоні, розповідається про одну зі справ міжнародного контрабандиста Кемаля Іфтера, який має велику агентурну мережу підприємств і представництв по всьому світу. За замовленням, яке прийшло зі США, треба продати ядерну сировину (уран), кількості якого досить для виготовлення 3 атомних бомб, одній з арабських країн. Справджується операція через мафію, вартість вантажу — 1 трильйон лір. Шлях вантажу проходить через Балкани та Італію.
Багато людей в Італії хочуть увійти в справу Іфтера, а саме: професор Джанфранко Лаудео, в якого з Іфтером були схожі справи в минулому, але в даний час Лаудео, засновник мафіозної асоціації «Італа», розгромленої Коррадо Каттані, відбуває 5-річний термін ув'язнення; Діно Алессі, керівник банку «Антінарі», який обманом і шантажем втягує «Антінарі» та його власника Карло Антінарі в справу Іфтера; професор Маттінера, велика людина в політиці, яка має зв'язок зі спецслужбами; адвокат Терразіні, покровитель самої верхівки італійської мафії; Тано Карідді, вірний помічник Ніколо Антінарі, засновника банку. В результаті кривавого конфлікту гине багато людей які борються за місце у цій справі. Тано поступово набирає масу і стає головним помічником Іфтера у цій справі в Італії.
Багато людей гинуть, намагаючись  зірвати цю угоду. Це дружина обдуреного і вбитого тюремного наглядача Антоніо Вівіані. Це лікар з лікарні. Це агент американської федеральної служби з наркотиками  Берт ді Донато та його Бригада. Це абат Ловано. Це майже вся сім'я Антінарі. Мафія вистежує і Коррадо Каттані, але замахи на нього не вдаються.
Угоді не судилося здійснитися. Дякуючи Каттані контейнер з ураном, захований у автомобіль, перехопили на катері, на якому Іфтер і багато інших мафіозі мчать на повних парах за територіальні води Італії. Проте контейнер не потрапив у руки поліції. За наказом Кемаля Іфтера автомобіль з контейнером в останню хвилину скинули в море.
В четвертому сезоні події відбуваються через кілька років після розлучення Коррадо Каттані та Джулії Антінарі. Джулія загинула від нещасного випадку, а Коррадо живе під постійною охороною.
Нове розслідування знову зводить Каттані віч-на-віч з колишнім ворогом — Тано Карідді. Поки Каттані намагається розплутати вбивство власника казино, Карідді опікується двома проблемами —  отримати контроль над прибутковою компанією міжнародного страхування (позбавившись від її президента), а заодно раз і назавжди позбутися від Каттані. Комісар переживає декілька замахів. Однак він не зупиняється на півдорозі і врешті-решт призводить ватажків мафії за ґрати, правда, ціною власного життя...
Вранці 20 березня 1989 року на виході з госпіталю замасковані під санітарів найманці зустрічають комісара Коррадо Марію Каттані і розстрілюють його з пістолетів та автоматів.
В п'ятому сезоні команда Каттані продовжила боротьбу з мафією. Суддя Сільвія Конті поклялася над тілом Каттані знайти і замовників, і виконавців його вбивства. В справу втручається колишній поліцейський Давіде Лівера, який колись теж постраждав від мафії. Намагаючись допомогти поліції, він пробрався в мафіозні кола.
В шостому сезоні мафія охопила своїми щупальцями вже не тільки Сицилію, а й усю Італію. Давіде Лівера став агентом спеціальної служби, яка використовувала проти мафії методи, недоступні поліції. Він вийшов на мафіозну мережу, яка діє у Західній та Східній Європі. Також йому довелося шукати Тано Карідді, який вже постарів і, крім того, втік з психіатричної клініки. Внаслідок його старань затятий ворог Каттані був змушений допомагати правоохоронним органам у боротьбі з мафією!
В сьомому сезоні суддя Сільвія Конті разом з комісаром Джанні Бреда намагається з'ясувати таємницю загибелі комісара Коррадо Марії Каттані.
Восьмий та дев'ятий сезони не пов'язані з основною сюжетною лінією «Спрута». Події в них відбуваються в Сицилії за 20 років до основних подій. Вони описують нещасливе дитинство Тано Карідді.
В десятому сезоні клятва, яку дала суддя Сільвія Конті над тілом Каттані, виконується.
Суддя Конті пішла у відставку, але не може так залишити справу Каттані. Вона починає власне розслідування.
Архів професора Рамонте — компромат і досьє на багатьох чиновників, документи державного значення, справжній ключ до влади — знаходиться у Тано Карідді… За цей архів починається справжня війна — з убивствами та викраденням людей.
Під час довгого розслідування Сільвія, не раз ризикувавши життям, знаходить і замовників, і виконавців убивства комісара Коррадо Марії Каттані, і дати їм по заслугам. Голова злочинної організації «Екстрема Туле» професор Рамонте відбувши невеликий термін у в'язниці, через тяжку хворобу недовго зможе перебувати на свободі…

## У ролях
- Мікеле Плачидо — комісар Коррадо Каттані
- Франсуа Пер'є — адвокат Терразіні
- Барбара де Россі — Тітті, маркіза Печче-Шалойя
- Патриція Мілларде — суддя Сільвія Конті
- Ремо Джироне — Гаетано Карідді (Тано)
- Бруно Кремер — Антоніо Еспіноза
- Вітторіо Медзоджорно — Давіде Лівера
- Флоринда Болкан — графиня Ольга Камастра
- Ніколь Жаме — Ельза Каттані
- Карріді Нардуллі — Паола Каттані
- Флавіо Буччі — дон Манфреді Сантамарія
- Мартін Болсам — Франк Каррізі
- Джуліана Де Сіо — Джулія Антінарі
- Ален Кюні — Нікола Антінарі
- Марі Лафоре — Анна Антінарі
- П'єр Ванек — Карло Антінарі
- Аліса Ді Джузеппе — Грета Антінарі
- Альберто Марія Мерлі — Діно Алессі
- Поль Гер — професор Джанфранко Лаудео
- Симона Кавалларі — Естер Разі
- Клод Ріш — Філіпо Разі
- Франсіско Рабаль — абат Ловані
- Ліно Каполікйо — професор Маттінера
- Еурілія дель Боно — Анна Карузо
- Мікеле Абруццо — прокурор Скардона
- Ренато Чеччетто — суддя Акілле Бордонаро
- Ренато Морі — віцекомісар Джузеппе Альтеро
- Луїджі Урсі — маркіз Пекора
- Лара Вендель — Еліс
- Ел Клайвер — П'єрлуїджі Конті
- Дагмар Лассандер — Мануела Канніто
- Маріо Адорф — Сальваторе Фроло
- Жан-Люк Бідо — Давид Фаеті
- Марчелло Туско — Антоніо Де Пізіс
- Ванесса Гравіна — Лорелла Де Пізіс
- Марино Масе — Федеріко Канопіо
- Луїджі Пістіллі — Джованні Лінорі
- Рей Лавлок — Симон Барт
- Аньєзе Нано — Глорія Лінорі
- Ванні Крбелліні — Андреа Лінорі
- Клодін Оже — Матильде Лінорі
- Орсо Марія Герріні — Джузеппе Карта
- Делія Боккардо — Марта
- Ріккардо Куччолла — Ріккардо Респіджі
- Ана Торрент — Марія Фавіньяна Карріді
- Стефано Діонізі — Стефано Парді
- Рауль Бова — віцекомісар Джанні Бреда / капітан Карло Аркуті
- М'єтта — Розарія Альбанезе Фавіньяна
- Массімо Бонетті — Лео Де Марія
- Анджело Інфанті — Санте Чиріна
- Джеффрі Каплстон — Альфредо Равануза
- П'єр Монді — дон Амількаре Аттіліо Бренно
- Беатріче Макола — агент Феде
- Рудольф Грушинський — Стефан Літвак
- Стефан Данаїлов — дон Наззарено Марчано
- Гедеон Буркгард — Даніеле Раннізі
- Рольф Хоппе — професор Оттавіо Рамонте
- Паоло Боначеллі — Едоардо Корінто
- Аня Клінг — баронеса Барбара Грінберг
- Елена Арвіго — Джулія Меркурі
- Роберто Аккорнеро — гендиректор Бенті